# Assemblée nationale (Érythrée)
Pour les autres articles nationaux ou selon les autres juridictions, voir Assemblée nationale.
Activité suspendue
L'Assemblée nationale (en tigrigna : ሃገራዊ ባይቶ, Hagerawi Baito ; en arabe : الجمعية الوطنية, romanisé : al-jameiat alwatania ; en anglais : National Assembly) est le parlement monocaméral de l'Érythrée. Il compte 150 membres, dont 75 sont nommés par le gouvernement et 75 représentent les membres du Comité central du Front populaire pour la démocratie et la justice. Sa composition fut arrêtée en février 2002.

## Histoire
Dans les années 1950, avec l'effritement de la légitimité érythréenne, l'Assemblée nationale perd le droit d'exercer ses pouvoirs.
En 2016, l'Organisation des Nations unies (ONU) tire la sonnette d'alarme sur le régime d'Isaias Afwerki et déplore entre autres l'absence d'une Assemblée nationale dans le pays,.

## Composition
L'Assemblée nationale est composée de 150 membres dont 75 membres du comité central du Front populaire pour la démocratie et la justice (FPDJ) au pouvoir et 75 autres élus parmi les 527 membres de l'Assemblée constituante élue en 1997 afin de permettre à un gouvernement de transition de discuter et de ratifier la nouvelle Constitution. Parmi les 75 membres élus, un minimum de 11 femmes et un minimum de 15 membres représentant les Érythréens expatriés doit être représentés.